# Юлиана Доротея фон Кастел-Ремлинген
Юлиана Доротея фон Кастел-Ремлинген (на немски: Juliana Dorothea fon Castell-Remlingen; * 30 януари 1640, Ремлинген; † 5 май 1706, Ингелфинген) е графиня от Кастел-Ремлинген и чрез женитба графиня на Хоенлое-Лангенбург.

## Пеоизход
Тя е дъщеря на граф Волфганг Георг фон Кастел-Ремлинген (1610 – 1668) и съпругата му графиня София Юлиана фон Хоенлое-Валденбург-Пфеделбах (1620 – 1682), дъщеря на граф Лудвиг Еберхард фон Хоенлое-Валденбург-Пфеделбах († 1650) и Доротея фон Ербах († 1643).
Юлиана Доротея умира на 5 май 1706 г. на 66 години в Ингелфинген и е погребана в Лангенбург.

## Фамилия
Юлиана Доротея се сгодява на 3 априлл 1658 г. в Пфеделбах и се омъжва на 5 юли 1658 г. в Лангенбург за граф Хайнрих Фридрих фон Хоенлое-Лангенбург (1625 – 1699), вдовец на графиня Елеанора Магдалена фон Хоенлое-Вайкерсхайм (* 22 март 1635; † 14 ноември 1657), син на граф Филип Ернст фон Хоенлое-Лангенбург (1584 – 1628) и съпругата му графиня Анна Мария фон Золмс-Зоненвалде (1585 – 1634). Тя е втората му съпруга. Те имат 16 деца:
- Албрехт Волфганг (1659 – 1715), граф на Хоенлое-Лангенбург, ∞ 1686 графиня София Амалия фон Насау-Саарбрюкен (1666 – 1736)
- Кристина Юлиана (*/† 1661)
- Лудвиг Кристиан (1662 – 1663)
- Филип Фридрих (1664 – 1666)
- София Кристиана Доротея (*/† 1666)
- Луиза Шарлота (1667 – 1747), ∞ 1689 граф Лудвиг Готфрид фон Хоенлое-Валденбург (1668 – 1728)
- Кристиан Крафт (1668 – 1743), граф на Хоенлое-Ингелфинген, ∞ 1701 графиня Мария Катарина София фон Хоенлое-Валденбург (1701 – 1761)
- Елеанора Юлиана (1669 – 1750), ∞ 1690 граф Йохан Ернст фон Хоенлое-Йоринген (1670 – 1702)
- Мария Магдалена (1670 – 1671)
- Фридрих Еберхард (1672 – 1737), граф на Хоенлое-Кирхберг

∞ 1702 графиня Фридерика Албертина Ербах-Фюрстенау (1683 – 1709)
∞ 1709 принцеса Августа София фон Вюртемберг (1691 – 1743)
- Йохана София (1673 –1743), ∞ 1691 (развод 1725) граф Фридрих Кристиан фон Шаумбург-Липе (* 1655; † 1728)
- Кристина Мария (1675 – 1718), монахиня в Гандерсхайм
- Мориц Лудвиг (1676 – 1679)
- Августа Доротея (1678 – 1740), ∞ граф Хайнрих XI фон Ройс-Шлайц (1669 – 1726)
- Филипа Хенриета (1679 – 1751), ∞ 1699 граф Лудвиг Крафт фон Насау-Саарбрюкен (1663 – 1713)
- Ернестина Елизабет (1680 – 1721)